# Sinclair User
Sinclair User (S.U.) fue una revista dedicada a la gama de ordenadores domésticos de Sinclair Research, más específicamente al Sinclair ZX Spectrum (y a su vez trataba temas como arcade). Inicialmente publicada por ECC Publications, y más tarde por Emap en el Reino Unido entre los años de 1982 y 1993 y fue la revista con el periodo de publicación más largo basada en los ordenadores de Sinclair.
Al igual que muchas revistas similares, contenía noticias, revisiones de juegos, avances, trucos, guías de ayuda, columnas regulares, cartas de los lectores y en la cubierta estaba montada alguna demo de juegos.
En el mes de mayo de 1992 la antigua publicación rival CRASH fue incluida teóricamente en Sinclair User pero en la práctica esto significaba poco más que la adición del logotipo de Crash! para la portada de la revista.
En años anteriores, la revista construyó culto a la personalidad en torno a algunos de sus funcionarios "hilarante" monikered, incluyendo a Bill Reñir "Incorruptible", Jon "asqueroso" Gilbert, Chris "Ligger" "lunchbreaks" Bourne, Claire Edgely, Richard Price (escritor de la sección de consejos de aventura "Gordo Greatbelly"), y del columnista Andrew Hewson (fundador de Hewson Consultants software).
Bajo la tenencia de la editorial de David Kelly, la revista comenzó a centrarse más en el mundo de los juegos, y contó con más gráficos en color bajo el diseñador Gareth "el loco celta". En la época de editor de Graham Taylor, la revista incluyó el personaje de dibujos animados oso Kamikaze, y el tono de la publicación cambió de una revista semi-seria a algo más orientado a los niños.